# Takeshima (Shiga)
Takeshima (jap. 多景島, auch 竹島 und 武島) ist eine der drei Inseln im japanischen Biwa-See. Sie wird von Hikone, Präfektur Shiga, verwaltet. Die Insel ist etwa 200 m lang und 70 m breit. Die Küstenlinie der 1,2 ha großen Insel beträgt etwa 600 m. Die Insel besteht überwiegend aus Quarzporphyr. Sie liegt 6,5 km westlich der Hafenstadt Hikone. 
1655 gründete ein Mönch des Tempels Myōhō-ji in Nagahama die Pagode auf der Insel. Seit dieser Zeit gilt die Insel als Tempelbezirk Kentō-ji (見塔寺) der Nichiren-Schule des Buddhismus.
Ursprünglich eine Felseninsel, wurde in der Edo-Zeit, vermutlich im Zusammenhang mit der Einrichtung des Tempelbezirks, Erde vom küstennahen Berg Kōjin-yama auf die Insel verbracht, woher ihre heutige üppige Vegetation stammt. Der Name wurde früher bei gleicher Aussprache auch 竹島 (wörtlich „Bambusinsel“) oder 武島 geschrieben.

## Sehenswürdigkeiten
- Ein 10 Meter hoher Fels mit der Inschrift Namu myōhō renge kyō
- Eine etwa 20 m hohe Stele mit dem „Fünf-Artikel-Eid“ (五箇条の御誓文, Gokajō no Goseimon), der anlässlich der Inthronisation von Kaiser Meiji am 7. April 1868 verkündet wurde.[2]
- Bronzestatue von Nichiren, dem Gründer der Nichiren-Schule[2]
- siebenstöckige Steinpagode[2]
- Statue des fastenden Buddha Shakyamuni

Eine in der Nähe der Insel vorkommende Art von Süßwasserschnecken trägt den von der Insel abgeleiteten Namen Semisulcospira (Biwamelania) takeshimensis.
Die Insel ist touristisch erschlossen und wird mehrmals täglich von Fähren aus Hikone angelaufen.